# Зважування в русі

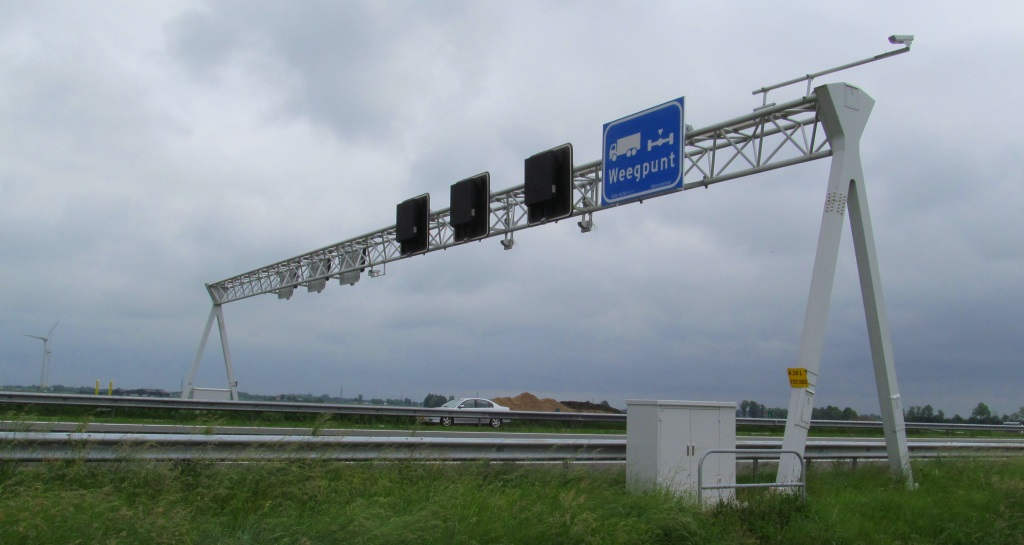
Місце зважування на автомагістралі A28 (Нідерланди).

Зважування в русі (англ. Weighing-in-motion) (WIM) — пристрої зважування, призначені для фіксації та реєстрації навантаження на осі та повної ваги транспортного засобу, коли транспортні засоби проїжджають через місце вимірювання. На відміну від статичних ваг, WIM системи здатні вимірювати транспортні засоби, що рухаються зі зниженою або нормальною швидкістю руху, і не вимагають, щоб транспортний засіб зупинився. Це робить процес зважування більш ефективним, а у випадку з комерційними транспортними засобами дозволяє вантажівкам із обмеженням ваги обійти статичні ваги чи перевірку.

## Введення
Зважування в русі – це технологія, яку можна використовувати для різних приватних і громадських цілей (тобто програм), пов’язаних із вагою та навантаженням на вісь автомобільних і залізничних транспортних засобів. Системи WIM встановлюються на автомобільній або залізничній колії або на транспортному засобі та вимірюють, зберігають і надають дані про транспортний потік та/або конкретний транспортний засіб. Для систем WIM застосовуються певні особливі умови. Ці умови впливають на якість і надійність даних, виміряних системою WIM, а також на довговічність датчиків і самої системи WIM.
Системи WIM вимірюють динамічні навантаження на вісь транспортних засобів і намагаються обчислити найкращу можливу оцінку відповідних статичних значень. Системи WIM повинні працювати без нагляду в суворих умовах дорожнього руху та навколишнього середовища, часто без жодного контролю над тим, як рухається транспортний засіб або поведінкою водія. У результаті цих специфічних умов вимірювання успішне впровадження системи WIM вимагає спеціальних знань і досвіду.
Інформація про вагу складається з повної ваги транспортного засобу та навантаження на вісь (групу) у поєднанні з іншими параметрами, такими як: дата та час, місцезнаходження, швидкість і клас автомобіля. Для бортових систем WIM це стосується лише конкретного автомобіля. Для систем WIM на дорозі це стосується всього транспортного потоку.
Ця інформація про вагу дає користувачеві детальну інформацію про завантаження великовантажних транспортних засобів. Ця інформація краща, ніж у старих технологіях, тому, наприклад, легше зіставляти важкі вантажні транспортні засоби та дорожню/залізничну інфраструктуру. (Моффатт, 2017).

## Дорожні програми

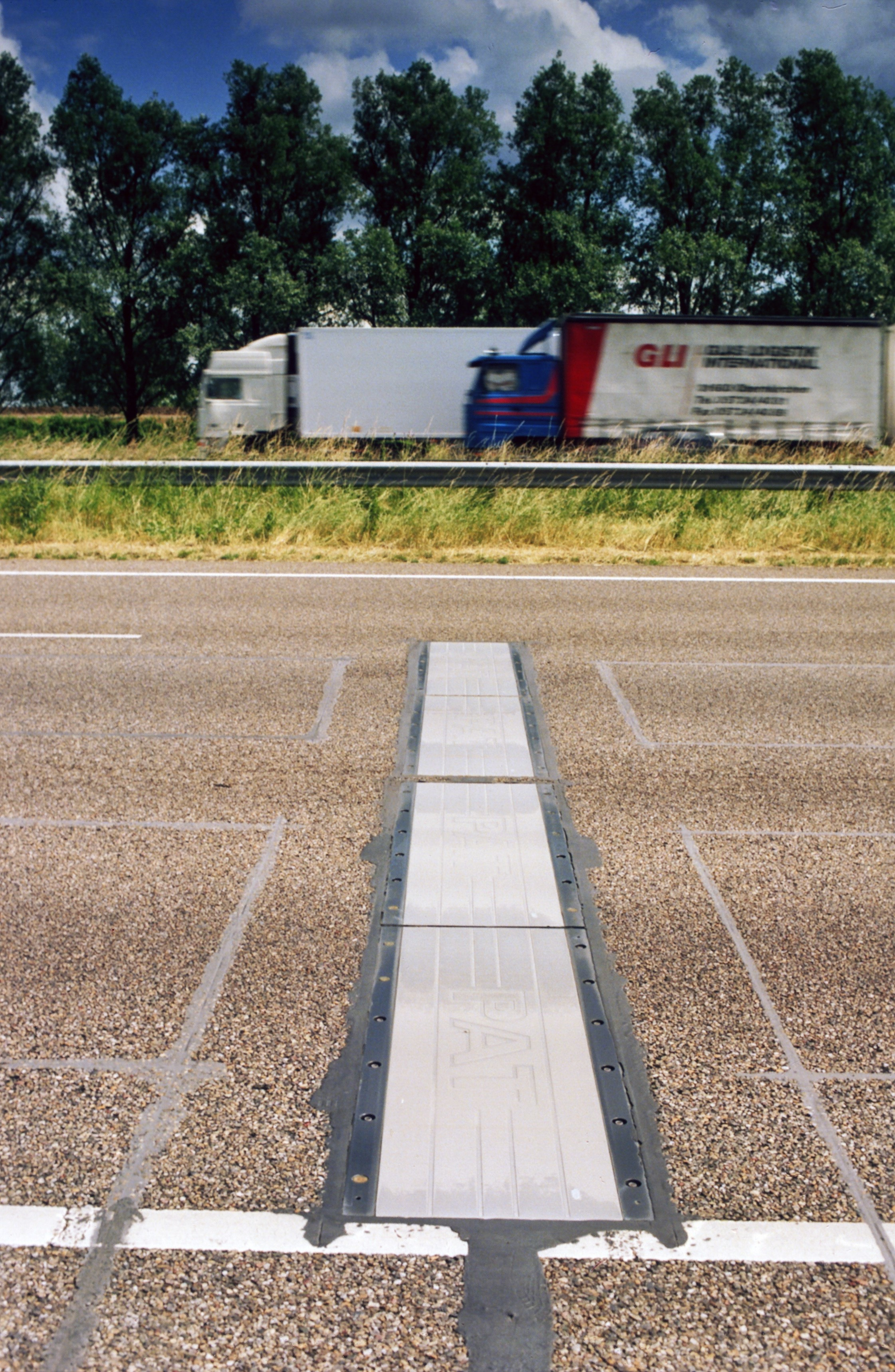
Датчик навантаження на вісь

Особливо для вантажівок моніторинг загальної маси транспортного засобу та ваги на осі корисний у низці застосувань, зокрема:
- Проектування, моніторинг та дослідження тротуарів
- Проектування, моніторинг та дослідження мостів
- Щоб інформувати політику застосування перевантаження за вагою та безпосередньо сприяти застосуванню[3][4].
- Планування та дослідження руху вантажів
- Плата за вагу
- Дані для полегшення законодавства та регулювання

Найпоширенішим застосуванням даних WIM на дорогах є, ймовірно, проектування та оцінка тротуарів. У США для цього використовується гістограма даних WIM. За відсутності даних WIM доступні гістограми за замовчуванням. Тротуари пошкоджуються через механістично-емпіричний процес втоми, який зазвичай спрощують як закон четвертої степені. У своїй початковій формі закон четвертої степені стверджує, що швидкість пошкодження тротуару пропорційна вазі осі в четвертому ступені. Дані WIM надають інформацію про кількість осей у кожній значущій ваговій категорії, що дозволяє проводити такі розрахунки. 
Ваги з функцією зважування в русі часто використовуються для полегшення контролю за перевантаженням, як-от програма інформаційних систем і мереж Федерального управління з безпеки автомобільних перевізників. Системи зважування в русі можна використовувати як частину традиційних придорожніх станцій перевірки або як частину віртуальних станцій перевірки. У більшості країн системи WIM не вважаються достатньо точними для прямого контролю за перевантаженими транспортними засобами, але це може змінитися в майбутньому.
Найпоширенішим мостовим застосуванням WIM є оцінка завантаження трафіку. Інтенсивність руху на мосту дуже різна, оскільки деякі дороги набагато більше завантажені, ніж інші. Для мостів, які зіпсувалися, це важливо, оскільки міст із меншим рухом транспорту є безпечнішим, а мости з більшою кількістю транспорту мають бути пріоритетними для обслуговування та ремонту. Було проведено багато досліджень щодо транспортного навантаження на мости, як малопролітні з урахуванням динаміки, так і довготривалих проїздів.   
В останні роки з’явилося кілька «спеціалізованих» систем зважування в русі. Одним із популярних прикладів є ваги для сміттєвоза з передньою вилкою. У цій програмі контейнер зважують — поки він заповнений — коли водій піднімає, і знову — поки він порожній — коли контейнер повертається на землю. Різниця між повною та порожньою вагою дорівнює вазі вмісту. 

### Використання
Країни, у яких використовується зважування в русі на автомагістралях:
- Австралія [17]
- Бельгія [18]
- Китай [19] [20]
- Франція [21]
- Німеччина [21]
- Італія [22]
- Японія [23]
- Нідерланди [24]
- Польща [25]
- Україна [26]
- Велика Британія [21]
- США (використання залежить від штату) [27]

## Точність
Точність даних зважування в русі, як правило, набагато нижча, ніж для статичних ваг, де середовище краще контролюється. Європейська група COST 323 розробила систему класифікації точності в 1990-х роках. Вони також координували три незалежні контрольовані дорожні випробування комерційно доступних і прототипних систем WIM, одне у Швейцарії одне у Франції (континентальний автомагістральний тест) і один у Північній Швеції (холодне середовище). Кращої точності можна досягти за допомогою багатосенсорних систем WIM і ретельної компенсації впливу температури. Федеральна адміністрація автомобільних доріг у Сполучених Штатах опублікувала критерії забезпечення якості для систем WIM, дані яких включено до проекту довгострокової ефективності дорожнього покриття.

## Системні основи більшості систем

### Датчики
Системи WIM можуть використовувати різні типи датчиків для вимірювання.
Найперші системи WIM, які все ще використовуються в незначній кількості установок, використовують наявний міст із інструментами як платформу для зважування. Пластини, що згинаються, охоплюють порожнечу, вирізану в тротуарі, і використовують вигин, коли колесо проходить, як міру ваги. Датчики навантаження використовують датчики деформації в кутових опорах великої платформи, вбудованої в дорогу.
Більшість сучасних систем — це стрічкові датчики — чутливі до тиску матеріали, встановлені по 2-3 см канавки, вирізаної в дорожньому покритті. У стрічкових датчиках використовуються різні чутливі матеріали, включаючи п'єзополімер, п'єзокераміку, ємнісний і п'єзокварц. Багато з цих сенсорних систем залежать від температури, і для виправлення цього використовуються алгоритми.

### Підсилювачі заряду
Сигнали заряду з високим опором підсилюються за допомогою підсилювачів заряду на базі MOSFET і перетворюються на вихід напруги, який підключається до системи аналізу. 

### Індуктивні петлі
Індуктивні петлі визначають в'їзд і виїзд автомобіля зі станції WIM. Ці сигнали використовуються як тригерні входи для запуску та зупинки вимірювання, щоб ініціювати загальну загальну вагу кожного транспортного засобу. Вони також вимірюють загальну довжину автомобіля та допомагають класифікувати транспортний засіб. Для платних воріт або низькошвидкісних додатків індуктивні петлі можуть бути замінені іншими типами датчиків транспортних засобів, такими як світлові штори, датчики осей або п’єзокабелі. 

### Система вимірювання
Швидкісна вимірювальна система запрограмована на виконання розрахунків наступних параметрів: 
Відстань між осями, вага окремих осей, повна маса автомобіля, швидкість автомобіля, відстань між транспортними засобами та синхронізована GPS позначка часу для кожного вимірювання транспортного засобу.
Вимірювальна система повинна бути захищеною від навколишнього середовища, мати широкий діапазон робочих температур і витримувати конденсацію.

### Читання номерного знака
Камери для автоматичного розпізнавання номерних знаків можуть бути частиною системи для порівняння виміряної ваги з максимально допустимою вагою транспортного засобу та, у разі перевищення лімітів, інформування правоохоронних органів, щоб переслідувати транспортний засіб або безпосередньо оштрафувати власника.

### Комунікації
У вимірювальній системі необхідно встановити різноманітні методи зв’язку. Можна надати модем або стільниковий модем. У старих інсталяціях або там, де немає комунікаційної інфраструктури, системи WIM можуть працювати самостійно, зберігаючи дані, щоб пізніше їх фізично отримати. 

### Архівація даних
Система WIM, підключена до будь-якого доступного засобу зв'язку, може бути підключена до центрального сервера моніторингу. Програмне забезпечення для автоматичного архівування даних потрібне для отримання даних з багатьох віддалених станцій WIM, щоб вони були доступні для подальшої обробки. Центральну базу даних можна створити для зв’язку багатьох WIM із сервером для різноманітних цілей моніторингу та контролю. 

## Залізничні програми
Зважування в русі також поширене застосування на залізничному транспорті. Відомі застосуванн.
- Захист активів (дисбаланси, перевантаження)
- Управління активами
- Планування технічного обслуговування
- Законодавство та регулювання
- Адміністрування та планування

### Основи системи
Вимірювальна система складається з двох основних частин: колійної, яка містить апаратне забезпечення для зв’язку, живлення, обчислень і збору даних, і рейкової, яка складається з датчиків і кабелів. Відомі принципи датчиків включають:
- тензодатчики: вимірювання деформації зазвичай у втулці рейки[39]
- волоконно-оптичні датчики: вимірювання зміни інтенсивності світла, викликаного вигином рейки[40]
- датчики навантаження: вимірювання зміни деформації в датчику навантаження, а не безпосередньо на самій рейці.
- лазерні системи: вимірювання зміщення рейки

### Парки колій та магістралі
Потяги зважують або на магістралі, або в парках. Системи зважування в русі, встановлені на магістральних лініях, вимірюють повну вагу (розподіл) поїздів, коли вони проходять повз із визначеною швидкістю лінії. Тому зважування в русі на магістралі також називають «зважуванням у зчепленому русі»: усі вагони зчеплені. Зважування в русі на парках часто вимірює окремі вагони. Це вимагає, щоб вагон був відчеплений з обох кінців, щоб зважити. Тому зважування в русі в ярдах також називають «зважуванням у русі без зв’язку». Системи, встановлені на верфях, зазвичай працюють на нижчих швидкостях і мають вищу точність. 

## Додатки в аеропорту
У деяких аеропортах використовується зважування літака, за допомогою якого літак руліть по платформі ваг і вимірюється його вага. Потім вага може бути використана для співвіднесення з записом у журналі пілота, щоб переконатися, що пального достатньо, з невеликим запасом для безпеки. Деякий час це використовувалося для економії авіаційного палива. 
Крім того, основною відмінністю цих платформ, які в основному є додатками для «передачі ваги», є контрольні ваги, також відомі як динамічні ваги або ваги в русі. 

## Міжнародне співробітництво та стандарти
Міжнародне товариство зважування в русі (ISWIM, www.is-wim) — міжнародна некомерційна організація, юридично заснована в Швейцарії в 2007 році. ISWIM — це міжнародна мережа для людей і організацій, які працюють у сфері зважування в русі. Товариство об'єднує користувачів, дослідників і постачальників систем WIM. Це включає в себе системи, встановлені на або під дорожніми покриттями, мостами, залізничними коліями та на борту транспортних засобів. ISWIM періодично організовує міжнародні конференції з WIM (ICWIM), регіональні семінари та майстер-класи в рамках інших міжнародних конференцій та виставок.
У 1990-х роках перший стандарт WIM ASTM-E1318-09 був опублікований у Північній Америці, а дія COST 323 надала проекти європейських специфікацій WIM, а також звіти про загальноєвропейські випробування системи WIM. Європейський дослідницький проект WAVE та інші ініціативи запропонували вдосконалені технології та нові методології WIM. Ці перші тести були проведені з поєднанням систем WIM із відео як інструментом, який допомагає перевантажувати засоби контролю.
На початку 2000-х років точність і надійність систем WIM були значно покращені, і вони частіше використовувалися для скринінгу перевантажень і попереднього вибору для контрольних вантажів на узбіччі дороги (віртуальні станції зважування). OIML R134 було опубліковано як міжнародний стандарт низькошвидкісних систем WIM для законних застосувань, таких як збори за вагою та пряме застосування ваги. Зовсім недавно стандарт NMi-WIM  пропонує основу для запровадження високошвидкісних систем WIM для прямого автоматичного контролю та збору мита за вагу вільного потоку.